# Schwarzerium semivelutinum
Schwarzerium semivelutinum är en skalbaggsart som först beskrevs av Schwarzer 1925.  Schwarzerium semivelutinum ingår i släktet Schwarzerium och familjen långhorningar.
Artens utbredningsområde är Taiwan. Inga underarter finns listade i Catalogue of Life.